# Mesostruma loweryi
Mesostruma loweryi är en myrart som beskrevs av Taylor 1973. Mesostruma loweryi ingår i släktet Mesostruma och familjen myror. Inga underarter finns listade i Catalogue of Life.

## Bildgalleri

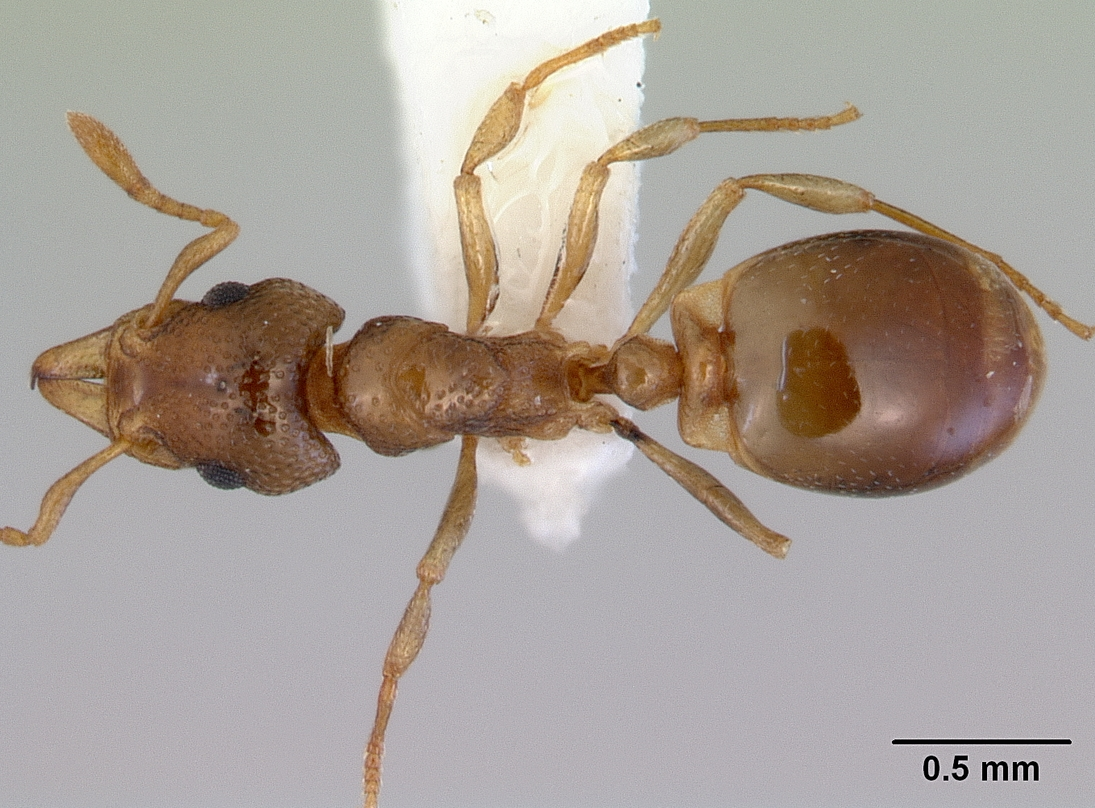
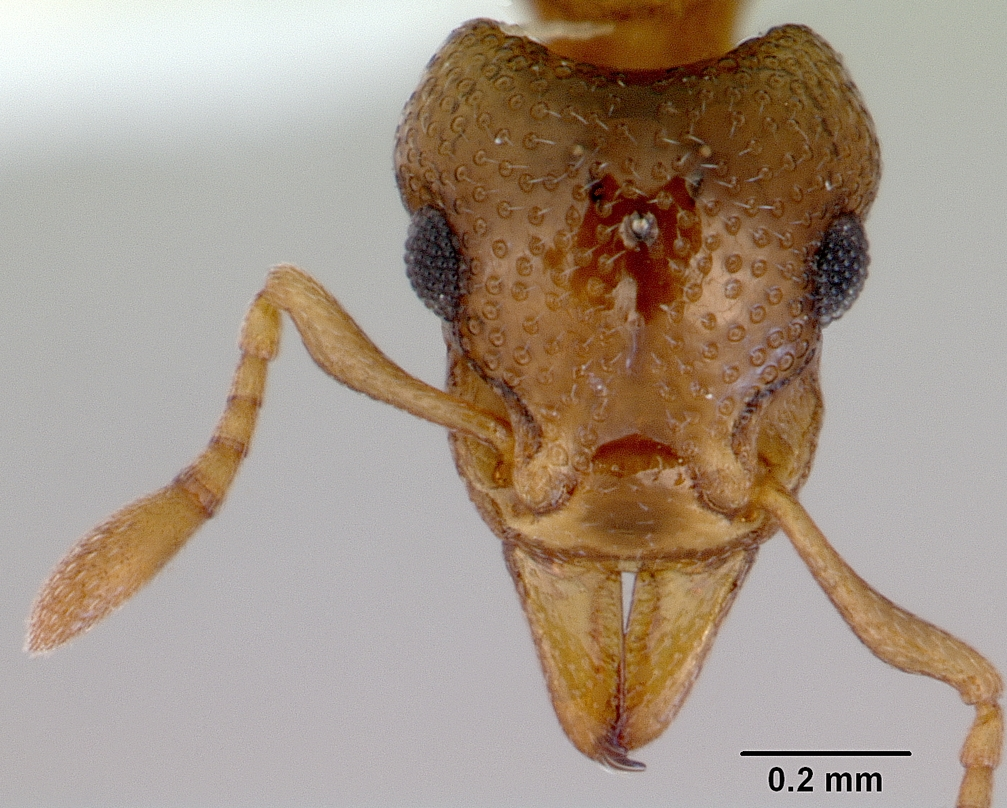
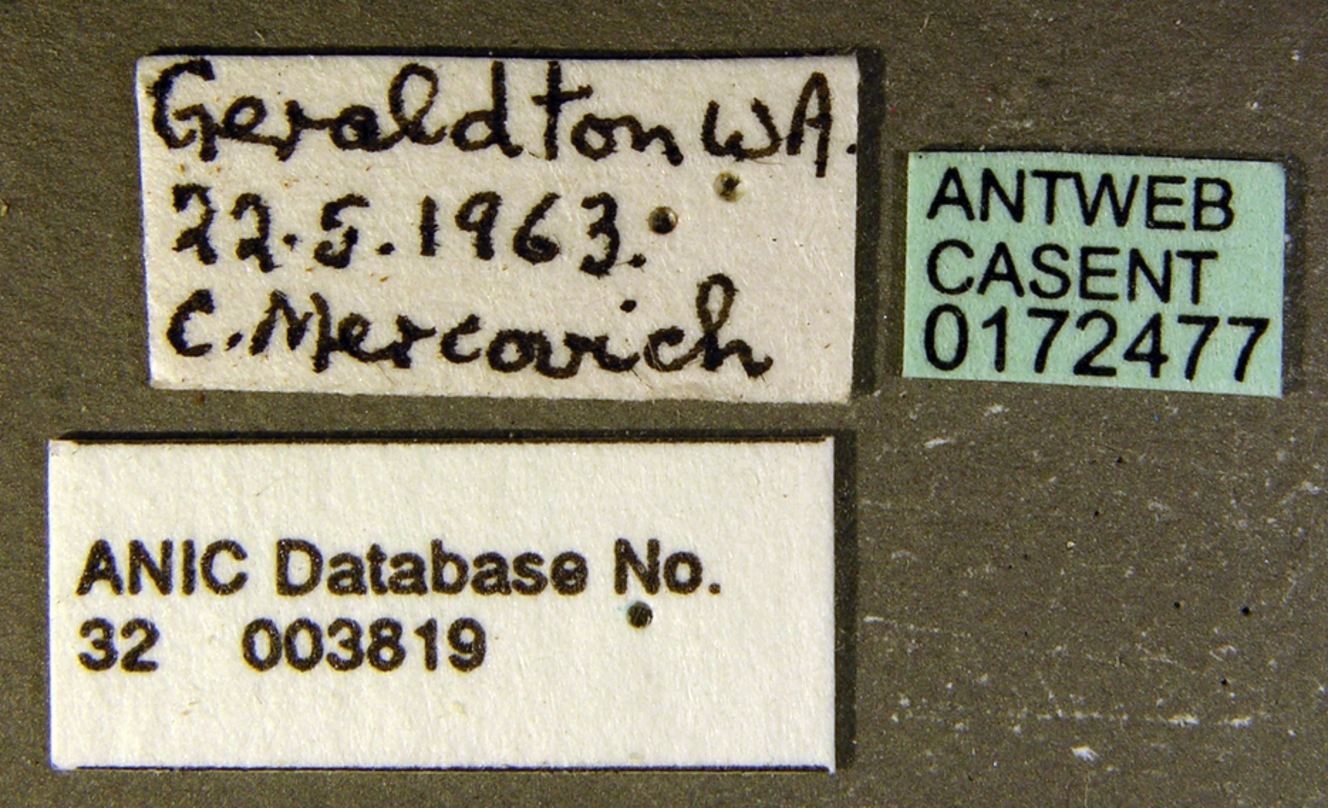
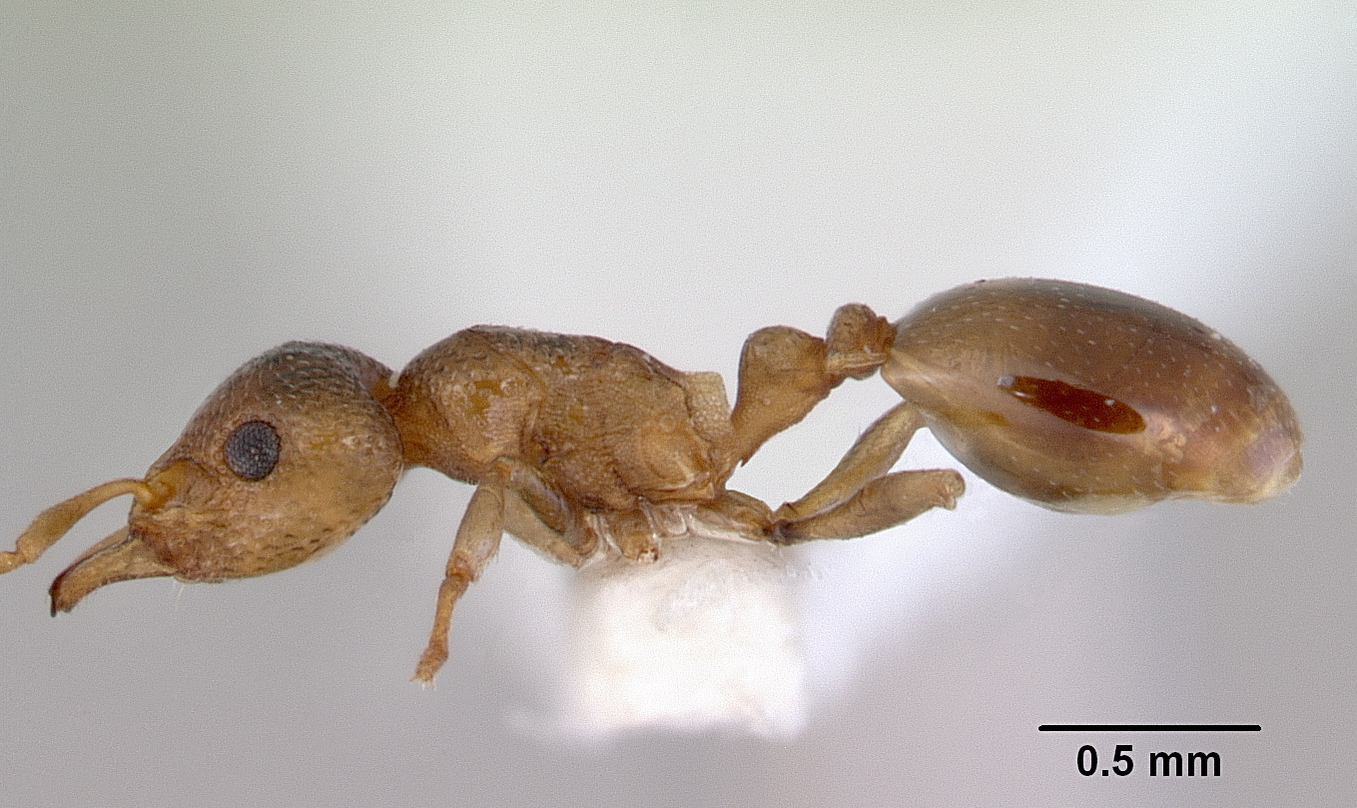